# 한국조경수협회
한국조경수협회는 조경식물생산 및 조경건설업의 발전에 기여할 목적으로 1967년 12월 5일 설립 허가된 대한민국 산림청 소관의 사단법인이다. 사무실은 서울특별시 동대문구 청량2동 207에 있다.

## 주요 사업
- 조경수 재배 생산 유통